# Такэда Нобухиро
Такэда Нобухиро (яп. 武田 信広, 3 марта 1431 — 20 июня 1494), также известный как Какидзаки Нобухиро (яп. 蠣崎 信廣) — основатель рода японских даймё Мацумаэ. Известен ролью в подавлении айнского «восстания Косямаина» 1457 года.

## Биография
Старший сын Такэда Нобутака (1420—1471), сюго (военного губернатора) провинций Вакаса и Танго, позднее он был повторно принят в семью Какидзаки Суэсигэ (ум. 1462). Некоторые источники говорят, что он был первоначально из клана Минабэ.
Нобухиро родился в замке в Обаме, столице провинции Вакаса. Несмотря на то, что он был старшим сыном, его отец назначил назначил своим наследником Кунинобу, младшего брата Нобухиро.
В возрасте 21 года Такэда Нобухиро вместе с пятью самураями бежал из провинции Вакаса.
В 1454 году под главенством Андо Норисуэ, изгнанного из пределов клана Цугару (север Хонсю), Такэда Нобухиро высадился в Мацумаэ. Он вместе со всем японским отрядом занимался разбоем среди местного айнского населения. По данным летописей Мацумаэского клана через 3 года организованное сопротивление айнов от нападок японцев возглавил вождь по имени Косямаин со своим сыном, они «произвели нашествие на страну с большой свирепостью». «Все представители знатных и сильных родов на границах Осима, покинув замки, убежали». По-видимому, японцы почти полностью были выгнаны с острова Хоккайдо. Именно в этот момент Такэда Нобухиро сумел объединить колонистов и возглавить оборону. За свои заслуги он в том же 1454 году получил руку дочери знатного самурая Какидзаки Суэсигэ и был принят в его клан, а вскоре «сделался правителем страны Осима… и положил основание здешним владениям. Всё это имело место в 1-й год правления Цёороку (1457). Отсюда, согласно хронике, можно считать этот год годом основания клана Мацумаэ».
Ставкой Такэда Нобухиро стал замок Кацуяма, который он построил в 1462 году. «Когда власть Мацумаэского дома усилилась, он подчинил провинцию Осима себе. Лежавшие от Камэда на востоке до Кумаиси на западе, на протяжении 60 ри (около 235.5 км), 77 поселений были названы владением клана Мацумаэ». В 1475 году Нобухиро стал получать дань от айнов с острова Сахалин.
В 1494 году после смерти Такэда (Какидзаки) Нобухиро ему наследовал сын Мицухиро (1456—1518), который стал 3-м главой рода Какидзаки (1494—1518).